# Turn- und Sportverein Herrsching 2023-2024
Questa voce raccoglie le informazioni riguardanti il Turn- und Sportverein Herrsching nelle competizioni ufficiali della stagione 2023-2024.

## Stagione
Il Turn- und Sportverein Herrsching partecipa alla stagione 2023-24 con la denominazione sponsorizzata WWK Volleys Herrsching.
Partecipa alla 1. Bundesliga, classificandosi al quinto posto in regular season: ai play-off scudetto viene eliminato dal Lüneburg ai quarti di finale. Gioca la prima finale della propria storia in Coppa di Germania, dove perde contro lo Charlottenburg, mentre in Coppa di Lega si classifica al nono posto.

## Organigramma societario
Area direttiva
- Presidente: Fritz Frömming

Area tecnica
- Allenatore: Thomas Ranner
- Allenatore in seconda: Maximilian Hauser, Sven Lehmann
- Assistente allenatore: Uwe Lindemann, Michael Mattes
- Scoutman: Eric Nestler

Area sanitaria
- Medico: Daniel Altmann, Andreas Kugler
- Fisioterapista: Christopher Böddecker, Fabian Kornprobst

## Rosa
| N° | Nome                   | Ruolo | Data di nascita   | Nazionalità sportiva |
| -- | ---------------------- | ----- | ----------------- | -------------------- |
| 1  | Đorđe Ilić             | C     | 23 settembre 1994 | Serbia               |
| 2  | Daniel Gruvaeus        | S     | 20 agosto 1999    | Svezia               |
| 3  | Joel Schneidmiller     | S     | 26 aprile 1999    | Stati Uniti          |
| 5  | Enes Duštinac          | C     | 5 febbraio 1992   | Serbia               |
| 6  | Filip John             | O     | 1º agosto 2001    | Germania             |
| 7  | Magloire Mayaula Nzeza | C     | 6 giugno 1993     | RD del Congo         |
| 8  | Jonas Kaminski         | O     | 8 maggio 1996     | Germania             |
| 9  | Eric Burggräf          | P     | 10 marzo 1999     | Germania             |
| 10 | Norbert Engemann       | C     | 17 settembre 1997 | Germania             |
| 11 | Theo Timmermann        | S     | 14 settembre 1996 | Germania             |
| 12 | Laurenz Welsch         | S     | 20 giugno 2003    | Germania             |
| 13 | Severin Brandt         | P     | 6 febbraio 2004   | Germania             |
| 14 | Fritz Vähning          | S     | 13 gennaio 2005   | Germania             |
| 15 | Ryan Manoogian         | L     | 26 novembre 1992  | Stati Uniti          |
| 17 | Leonard Graven         | L     | 22 aprile 2004    | Germania             |

## Mercato
| Acquisti | Acquisti               | Acquisti           | Acquisti   |
| R.       | Nome                   | da                 | Modalità   |
| -------- | ---------------------- | ------------------ | ---------- |
| P        | Eric Burggräf          | Dürener            | definitivo |
| C        | Enes Duštinac          | Takovo             | definitivo |
| S        | Daniel Gruvaeus        | Partizan           | definitivo |
| O        | Filip John             | Dürener            | definitivo |
| L        | Ryan Manoogian         | Las Vegas Ramblers | definitivo |
| C        | Magloire Mayaula Nzeza | Giesen             | definitivo |
| S        | Joel Schneidmiller     | Lycurgus           | definitivo |
| S        | Theo Timmermann        | Netzhoppers        | definitivo |

| Cessioni                               | Cessioni          | Cessioni      | Cessioni   |
| R.                                     | Nome              | a             | Modalità   |
| -------------------------------------- | ----------------- | ------------- | ---------- |
| C                                      | Maciej Borris     | Giesen        | definitivo |
| C                                      | Iven Ferch        | Dachau        | definitivo |
| S                                      | Albert Hurt       | Corona Brașov | definitivo |
| S                                      | Jonas Sagstetter  | -             | ritirato   |
| S                                      | Ian Schein        | Unterhaching  | definitivo |
| P                                      | James Shaw        | -             | ritirato   |
| S                                      | Thiago Silva      | Melilla       | definitivo |
| O                                      | Stijn van Tilburg | -             | ritirato   |
| L                                      | Ferdinand Tille   | -             | ritirato   |
| Trasferimenti nel corso della stagione |                   |               |            |
| S                                      | Fritz Vähning     | Dachau        | definitivo |

## Risultati

### 1. Bundesliga

#### Girone di andata
| 1ª giornata - 28 ottobre 2023 Lina-Radke-Halle, Karlsruhe                | Karlsruhe         | 1 - 3 | Herrsching      | 15-25, 25-23, 22-25, 21-25 |
| 2ª giornata - 1º novembre 2023 Audi Dome, Herrsching am Ammersee         | Herrsching        | 3 - 0 | Lüneburg        | 25-23, 25-22, 25-22        |
| 3ª giornata - 13 gennaio 2024 Max-Schmeling-Halle, Berlino               | Charlottenburg    | 3 - 0 | Herrsching      | 25-17, 25-18, 38-36        |
| 4ª giornata - 9 febbraio 2024 Audi Dome, Herrsching am Ammersee          | Herrsching        | 1 - 3 | Giesen          | 25-16, 23-25, 23-25, 20-25 |
| 5ª giornata - 14 novembre 2023 Paul-Dinter-Halle, Königs Wusterhausen    | Netzhoppers       | 0 - 3 | Herrsching      | 20-25, 18-25, 24-26        |
| 6ª giornata - 26 novembre 2023 Audi Dome, Herrsching am Ammersee         | Herrsching        | 3 - 0 | Dürener         | 26-24, 25-18, 26-24        |
| 7ª giornata - 3 dicembre 2023 Audi Dome, Herrsching am Ammersee          | Herrsching        | 1 - 3 | Friedrichshafen | 27-29, 20-25, 25-21, 16-25 |
| 8ª giornata - 10 dicembre 2023 Bernsteinhalle Friedersdorf, Muldestausee | Bitterfeld-Wolfen | 0 - 3 | Herrsching      | 21-25, 17-25, 23-25        |
| 9ª giornata - 15 dicembre 2023 Audi Dome, Herrsching am Ammersee         | Herrsching        | 3 - 0 | Unterhaching    | 25-20, 26-24, 25-18        |
| 10ª giornata - 23 dicembre 2023 Georg-Scherer-Halle, Dachau              | Dachau            | 1 - 3 | Herrsching      | 25-19, 21-25, 16-25, 22-25 |
| 11ª giornata - 30 dicembre 2023 Nikolaushalle, Herrsching am Ammersee    | Herrsching        | 3 - 1 | Freiburger      | 21-25, 25-21, 25-16, 25-13 |

#### Girone di ritorno
| 12ª giornata - 3 gennaio 2024 Audi Dome, Herrsching am Ammersee       | Herrsching      | 3 - 0 | Karlsruhe         | 25-21, 25-16, 31-29               |
| 13ª giornata - 6 gennaio 2024 LKH Arena, Luneburgo                    | Lüneburg        | 3 - 0 | Herrsching        | 25-17, 25-20, 25-22               |
| 14ª giornata - 6 novembre 2023 Audi Dome, Herrsching am Ammersee      | Herrsching      | 2 - 3 | Charlottenburg    | 19-25, 25-22, 16-25, 25-17, 12-15 |
| 15ª giornata - 11 novembre 2023 Volksbank-Arena, Giesen               | Giesen          | 3 - 2 | Herrsching        | 25-23, 23-25, 25-23, 21-25, 15-2  |
| 16ª giornata - 27 gennaio 2024 Nikolaushalle, Herrsching am Ammersee  | Herrsching      | 3 - 0 | Netzhoppers       | 27-25, 26-24, 25-16               |
| 17ª giornata - 2 febbraio 2024 Arena Kreis, Düren                     | Dürener         | 3 - 0 | Herrsching        | 25-23, 26-24, 25-23               |
| 18ª giornata - 11 febbraio 2024 Spacetech Arena, Friedrichshafen      | Friedrichshafen | 3 - 0 | Herrsching        | 29-27, 25-19, 26-24               |
| 19ª giornata - 14 febbraio 2024 Nikolaushalle, Herrsching am Ammersee | Herrsching      | 3 - 1 | Bitterfeld-Wolfen | 19-25, 25-13, 25-20, 25-15        |
| 20ª giornata - 18 febbraio 2024 Geothermie Arena, Unterhaching        | Unterhaching    | 1 - 3 | Herrsching        | 17-25, 19-25, 25-18, 23-25        |
| 21ª giornata - 23 febbraio 2024 Audi Dome, Herrsching am Ammersee     | Herrsching      | 3 - 2 | Dachau            | 24-26, 23-25, 27-25, 25-15, 15-10 |
| 22ª giornata - 9 marzo 2024 Act-Now-Halle, Friburgo in Brisgovia      | Freiburger      | 0 - 3 | Herrsching        | 13-25, 21-25, 21-25               |

#### Play-off scudetto
| Quarti di finale (gara 1) - 23 marzo 2024 LKH Arena, Luneburgo              | Lüneburg   | 3 - 1 | Herrsching | 28-26, 27-29, 25-21, 25-11 |
| Quarti di finale (gara 2) - 16 marzo 2024 Audi Dome, Herrsching am Ammersee | Herrsching | 1 - 3 | Lüneburg   | 21-25, 25-20, 20-25, 15-25 |

### Coppa di Germania
| Ottavi di finale - 8 novembre 2023 Vechtehalle, Schüttorf                 | Schüttorf  | 1 - 3 | Herrsching     | 25-22, 13-25, 19-25, 21-25        |
| Quarti di finale - 18 novembre 2023 Nikolaushalle, Herrsching am Ammersee | Herrsching | 3 - 2 | Dürener        | 25-23, 21-25, 13-25, 27-25, 15-12 |
| Semifinali - 6 dicembre 2023 Volksbank-Arena, Hildesheim                  | Giesen     | 0 - 3 | Herrsching     | 20-25, 14-25, 14-25               |
| Finale - 3 marzo 2024 SAP Arena, Mannheim                                 | Herrsching | 0 - 3 | Charlottenburg | 13-25, 18-25, 23-25               |

### Coppa di Lega
| Ottavi di finale - 20 ottobre 2023 Volksbank-Arena, Hildesheim      | Herrsching | 1 - 2 | Freiburger  | 25-14, 19-25, 14-16 |
| Semifinali - 21 ottobre 2023 Sport- und Mehrzweckhalle, Giesen      | Herrsching | 3 - 0 | Netzhoppers | 25-14, 25-10, 25-11 |
| Finale 9º posto - 22 ottobre 2023 Sport- und Mehrzweckhalle, Giesen | Herrsching | 2 - 0 | Dachau      | 25-20, 34-32        |

## Statistiche

### Statistiche di squadra
| Competizione      | Punti | In casa | In casa | In casa | In trasferta | In trasferta | In trasferta | Totale | Totale | Totale |
| Competizione      | Punti | G       | V       | P       | G            | V            | P            | G      | V      | P      |
| ----------------- | ----- | ------- | ------- | ------- | ------------ | ------------ | ------------ | ------ | ------ | ------ |
| 1. Bundesliga     | 43    | 12      | 8       | 4       | 12           | 6            | 6            | 24     | 14     | 10     |
| Coppa di Germania | -     | 1       | 1       | 0       | 2            | 2            | 0            | 4      | 3      | 1      |
| Coppa di Lega     | -     | -       | -       | -       | -            | -            | -            | 3      | 2      | 1      |
| Totale            | -     | 13      | 9       | 4       | 14           | 8            | 6            | 31     | 19     | 12     |

G = partite giocate; V = partite vinte; P = partite perse

### Statistiche dei giocatori
| Giocatore        | 1. Bundesliga | 1. Bundesliga | 1. Bundesliga | 1. Bundesliga | 1. Bundesliga | Coppa di Germania | Coppa di Germania | Coppa di Germania | Coppa di Germania | Coppa di Germania | Coppa di Lega | Coppa di Lega | Coppa di Lega | Coppa di Lega | Coppa di Lega | Totale | Totale | Totale | Totale | Totale |
| Giocatore        | P             | PT            | AV            | MV            | BV            | P                 | PT                | AV                | MV                | BV                | P             | PT            | AV            | MV            | BV            | P      | PT     | AV     | MV     | BV     |
| ---------------- | ------------- | ------------- | ------------- | ------------- | ------------- | ----------------- | ----------------- | ----------------- | ----------------- | ----------------- | ------------- | ------------- | ------------- | ------------- | ------------- | ------ | ------ | ------ | ------ | ------ |
| S. Brandt        | 16            | 4             | 0             | 3             | 1             | 2                 | 0                 | 0                 | 0                 | 0                 | 3             | 7             | 2             | 2             | 3             | 21     | 11     | 2      | 5      | 4      |
| E. Burggräf      | 23            | 39            | 9             | 11            | 19            | 4                 | 21                | 2                 | 1                 | 6                 | -             | -             | -             | -             | -             | 27     | 60     | 11     | 12     | 25     |
| E. Duštinac      | 11            | 54            | 38            | 14            | 2             | 3                 | 11                | 6                 | 4                 | 1                 | 0             | 0             | 0             | 0             | 0             | 14     | 65     | 44     | 18     | 3      |
| N. Engemann      | 11            | 49            | 32            | 10            | 7             | 3                 | 12                | 9                 | 1                 | 1                 | 2             | 6             | 4             | 1             | 1             | 16     | 67     | 45     | 12     | 9      |
| L. Graven        | 24            | 0             | 0             | 0             | 0             | 4                 | 0                 | 0                 | 0                 | 0                 | 3             | 0             | 0             | 0             | 0             | 31     | 0      | 0      | 0      | 0      |
| D. Gruvaeus      | 22            | 247           | 210           | 18            | 19            | 3                 | 40                | 26                | 1                 | 6                 | 3             | 23            | 15            | 5             | 3             | 28     | 310    | 251    | 24     | 28     |
| Đ. Ilić          | 15            | 101           | 70            | 24            | 7             | 2                 | 2                 | 2                 | 0                 | 0                 | 3             | 17            | 4             | 9             | 4             | 20     | 120    | 76     | 33     | 11     |
| F. John          | 22            | 332           | 286           | 19            | 27            | 4                 | 62                | 50                | 6                 | 7                 | -             | -             | -             | -             | -             | 26     | 394    | 336    | 25     | 34     |
| J. Kaminski      | 18            | 35            | 22            | 8             | 5             | 3                 | 4                 | 0                 | 0                 | 2                 | 3             | 31            | 27            | 2             | 2             | 24     | 70     | 49     | 10     | 9      |
| R. Manoogian     | 3             | 0             | 0             | 0             | 0             | 1                 | 0                 | 0                 | 0                 | 0                 | 2             | 0             | 0             | 0             | 0             | 6      | 0      | 0      | 0      | 0      |
| M. Mayaula Nzeza | 20            | 161           | 113           | 43            | 5             | 4                 | 29                | 23                | 10                | 0                 | 2             | 18            | 11            | 7             | 0             | 26     | 208    | 147    | 60     | 5      |
| J. Schneidmiller | 21            | 134           | 107           | 14            | 13            | 4                 | 22                | 16                | 0                 | 4                 | 2             | 18            | 11            | 2             | 5             | 27     | 174    | 134    | 16     | 22     |
| T. Timmermann    | 23            | 232           | 181           | 17            | 34            | 4                 | 33                | 20                | 2                 | 7                 | 3             | 14            | 8             | 3             | 3             | 30     | 279    | 209    | 22     | 44     |
| F. Vähning       | 1             | 0             | 0             | 0             | 0             | -                 | -                 | -                 | -                 | -                 | 0             | 0             | 0             | 0             | 0             | 1      | 0      | 0      | 0      | 0      |
| L. Welsch        | 11            | 24            | 21            | 2             | 1             | 2                 | 0                 | 0                 | 0                 | 0                 | 3             | 6             | 4             | 1             | 1             | 16     | 30     | 25     | 3      | 2      |

P = presenze; PT = punti totali; AV = attacchi vincenti; MV = muri vincenti; BV = battute vincenti